# Palais de la Porte Dorée
Il Palais de la Porte Dorée, che si trova nel XII arrondissement di Parigi, è dal 2007 il Museo nazionale di storia dell'immigrazione (in lingua francese Musée de l’histoire de l’immigration).
L'edificio che oggi ospita il Museo dell'immigrazione è stato costruito nell'arco di 18 mesi in occasione dell'Esposizione coloniale di Parigi del 1931 su progetto dell'architetto Albert Laprade, che riprese il movimento artistico dell'Art déco tipico degli anni '20.

## La storia
Il museo è conosciuto ancora sotto il suo vecchio nome di "Museo nazionale delle Arti di Africa e dell'Oceania". Il carattere permanente di questo edificio è affermato fin dalla sua costruzione. Venne costruito per celebrare i successi coloniali della Francia, offrendo un percorso nella storia, economia ed arte dell'impero. L'edificio venne anche pensato per invitare i visitatori ad investire nei prodotti coloniali.
Inaugurato come "Museo delle colonie" nel 1931, cambiò nome varie volte divenendo il "Museo delle Colonie e della Francia estera" nel 1932 e il "Museo della Francia d'oltremare" nel 1935. Nel 1960 divenne il  "Museo nazionale delle Arti di Africa e dell'Oceania", ricevendo infine il nome attuale nel 2007.